# フロリアヌス (聖人)
聖フロリアヌス （ラテン語：Florianus,　ドイツ語：Florian von Lorch, 304年頃没）は、カトリック教会の聖人。ポーランド、リンツ、煙突掃除人と消防士、石けんの釜炊き人の守護聖人。祝日は5月4日。オーストリア辺境伯レオポルト3世とともに、オーストリア・オーバーエスターライヒ州の守護聖人。

## 生涯
フロリアヌスは、ローマ皇帝ディオクレティアヌスとマクシミアヌスの時代、現在のドイツ・バイエルン東部の帝国軍司令官であった。彼の軍務に加えて、消防隊を組織する責任を負っていた。 ローマ帝国はキリスト教を根絶やしにするつもりであり、アキリヌスをキリスト教徒の迫害のため送り込んできた。アキリアヌスはフロリアヌスに、ローマの信仰にのっとって、異教のローマ神に犠牲を捧げるよう命じた。彼は拒否し、兵士らに棍棒で殴打され、釘で打ち付けられ、火炙りで拷問された。彼は処刑として、首の周りに大石を結びつけられてエンス川（ドナウ川の支流）に沈められた。のち、ヴァレリアという名の女性がフロリアヌスの姿を幻視で見、ふさわしい場所に埋葬して欲しいという彼の意志を告げた。

## 崇拝
聖フロリアヌスは、中央ヨーロッパで広く崇拝されている。   オーストリアの町ザンクト・フローリアンは、彼にちなみ名付けられたものである。言い伝えによると、彼の遺体はザンクト・フローリアンにある、現在アウグスティヌス会派の修道院・ザンクト・フローリアン修道院がある場所に埋葬されたとされる。
1184年、ローマ教皇ルキウス3世は、フロリアヌスの聖遺物をポーランド王カジミェシュ2世とクラクフ司教に分け与えると述べた。クラクフはフロリアヌスの聖遺物の一部をもつと主張している。
ドイツ語圏でNIMBYと同様の意味を持つ"Sankt-Florians-Prinzip"（フロリアン公理）は、いくらか皮肉な聖フロリアヌスへの祈り "O heiliger St. Florian verschon mein Haus, zünd andre an", 翻訳すると、"ああ聖なるフロリアヌス、私の家をお助け下さい、他の家には火をつけてください" から来ている。
1935年、ヨーゼフ・ヨゼプフによるフロリアヌス像がウィーンで除幕された。ウィーン市内の中心地アム・ホーフにあるウィーン消防署前に像は立っていた。第二次世界大戦中、1945年に消防署が爆撃に遭うと、像は消防史博物館へ移された（Wiener Feuerwehrmuseum）。

## 象徴

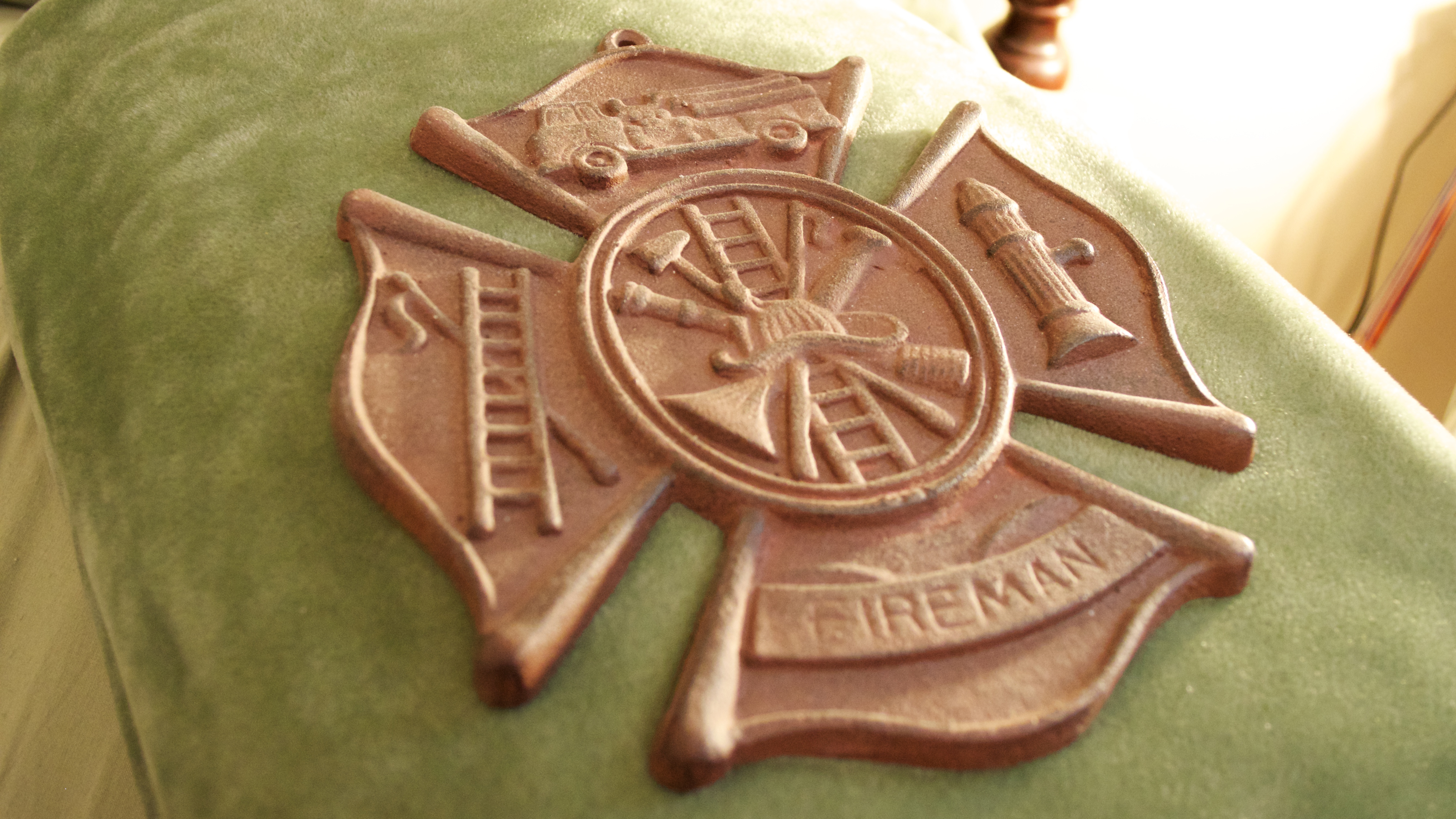
聖フロリアヌス十字

聖フロリアヌス十字は、消防関係者（職員、消防団）の紋章として広く使用される。聖名祝日の5月4日は「国際消防士の日」となっている。